# Fino ad essere felici
Fino ad essere felici è un film del 2020 diretto da Paolo Cipolletta.

## Trama
Andrea Terranova ha una moglie, un figlio e un buon lavoro. La sera invece si trasforma in una drag queen di nome Octavia Meraviglia. Quando la moglie Lucia lo scopre lo manda via di casa e si rifugia dal suo amico Enzo.

## Produzione
Il film è stato interamente girato a Napoli nel novembre 2019.

## Distribuzione
Il film è stato distribuito nelle sale cinematografiche italiane a partire dal 4 novembre 2021.